# Uļjana Semjonova

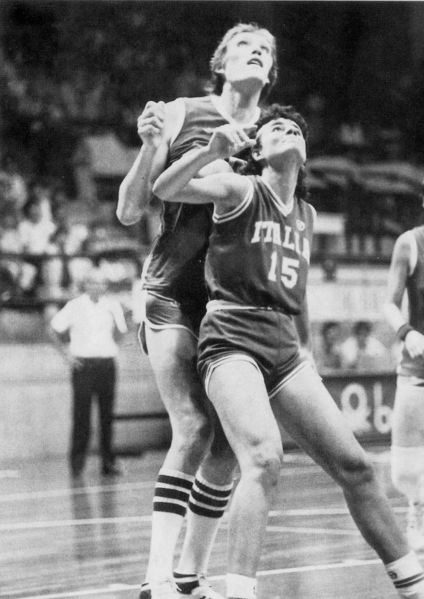
Uļjana Semjonova (links)

Uļjana Semjonova (russisch Ульяна Ларионовна Семёнова, Uljana Larionowna Semjonowa; * 9. März 1952 in Zarasai, Litauische SSR) ist eine ehemalige lettische Basketballerin.

## Karriere
Die Eltern lebten in Medumi, bei Daugavpils. Mit 13 Jahren zog die hochgewachsene Uļjana nach Riga um. Sie begann dort ihr Training im Basketball unter Anleitung ihres ersten Trainers Augusts Raubens. Im Jahre 1967 gewann Semjonova – nunmehr unter Anleitung des Trainers Viktors Strupovics – mit der Schülerauswahlmannschaft der Lettischen SSR in der Schülerspartakiade der UdSSR ihre erste Goldmedaille. Mit 15 Jahren spielte sie bereits in der Erwachsenenmannschaft.
In den Jahren von 1967 bis 1989 spielte die 2,12 m große Semjonova in der Rigaer Frauenmannschaft für Basketball, dem TTT Rīga. Diese Mannschaft ist als 18-fache Europapokalgewinnerin im Guinnessbuch der Rekorde verewigt worden. Ebenfalls rekordverdächtig war ihre Schuhgröße 58.
Von 1968 bis 1986 spielte Semjonova in der Auswahlmannschaft der UdSSR. Semjonova ist 15-fache UdSSR-Meisterin, 10-fache Europameisterin, 3-fache Weltmeisterin und 2-fache Olympiasiegerin im Basketball.
Am 10. Mai 1993 wurde sie als erste europäische Frau für die Basketball-Ruhmeshalle in Springfield (Massachusetts) nominiert. Sie erhielt im Jahre 1995 das Ehrendiplom des Internationalen Fair-Play-Komitees. Semjonova ist seit 1991 Präsidentin des Sozialfonds der lettischen Olympioniken. Für ihre Verdienste wurde sie 1995 als Offizier des Drei-Sterne-Ordens ausgezeichnet.